# الطاقة الشمسية في بنغلاديش
بدأت بنغلاديش بالاعتماد على المصادر المتجددة للطاقة مثل الغاز الحيوي، الطاقة المائية، الطاقة الشمسية وطاقة الرياح لتوليد الكهرباء.

## الطاقة الشمسية
تشير المراكز البحثية أن متوسط عدد ساعات أشعة الشمس في المناطق الساحلية في بنغلاديش يتراوح ما بين 3 إلى 11 ساعة في اليوم الواحد. وأن متوسط الإشعاعات الشمسية تتراوح من (3.8 - 6.4) كيلو وات لكل متر مربع في اليوم الوحد بمتوسط 5 كيلو وات لكل متر مربع يوميا. هذه البيانات تدل على إمكانية توليد الكثير من الطاقة الشمسية.
مع عدم توافر الكهرباء لأكثر من 40٪ من السكان في بنغلاديش، أدخلت الحكومة نظام يعرف باسم شبكات الطاقة الشمسية المنزلية (SHS) لتوفير الكهرباء للمنازل غير المتصلة بالشبكة الكهربية. نجح النظام في توصيل الكهرباء لأكثر من 3 ملايين منزل في أواخر عام 2014، بمعدل 50000 منزل شهريا منذ عام 2009، وصف البنك الدولي المشروع بأنه البرنامج الأسرع للطاقة الشمسية المنزلية في العالم.
تعمل الحكومة البنغلاديشية للدخول للشبكة العالمية بحلول عام 2021، بفضل برنامج شبكات الطاقة الشمسية المنزلية (SHS) ومن المتوقع توفير الكهرباء اللازمة لأكثر من 6 ملايين أسرة بحلول عام 2017.

## طاقة الرياح
تتمتع بنغلاديش بتدفق رياح بشكل مستمر، خصوصا في الجزر والحزام الساحلي الجنوبي، قدرت الأبحاث أن متوسط سرعة الرياح يتراوح من 3 إلى 4.5 متر/ثانية من شهر مارس إلى سبتمبر ومن 1.7 إلى 2.3 باقي شهور السنة. لذلك تعتبر الجزر والمناطق الساحلية الأماكن المثالية لبناء توربينات الهواء اللازمة لتوليد الكهرباء. ولكن خلال موسم الصيف والرياح الموسمية ( من مارس إلى أكتوبر) يمكن أن يتواجد ضغط منخفض في تلك المناطق ورياح قوية بسرعة تتراوح من 200 إلى 300 كيلومتر في الساعة. لذلك يجب على التوربينات أن تكون قوية بما فيه الكفاية لتحمل هذه السرعات الكبيرة.

## طاقة المد والجزر

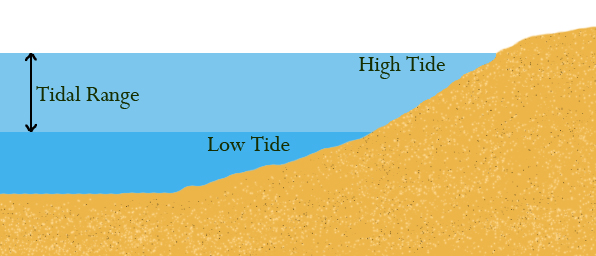
نطاق المد والجزر هو الفرق بين أكبر مد وأصغر مد.

يتم إستغلال المد والجزر في محافظة تشيتاغونغ لتوليد الكهرباء للتباين الكبير بينهما في الأيام العادية والمواسم. فالاختلاف الأكبر يكون أثناء الرياح الموسمية الجنوبية الغربية. في عام 1984، كان هناك محاولة في قسم الهندسة الميكانيكية (KUET) لتقييم جدوى طاقة المد والجزر في المناطق الساحلية لبنغلاديش، وخصوصا في كوكس بازار، وفي جزر ماهيشخالي وكوتوبديا. وجد أن نطاق المد والجزر يتراوح بين 4-5 متر وقد يصل في الربيع إلى 6 متر.

## طاقة الأمواج
تمتلك بنغلاديش نصيبا لا بأس به من طاقة الأمواج خصوصا في الفترة ما بين نهاية شهر مارس إلى بداية شهر أكتوبر. فبسبب الرياح الجنوبية الغربية تتولد موجات كبيرة في خليج البنغال، والتي قد يصل طولها إلى ما يزيد عن 2 متر. تم تسجيل أكبر موجة حتى الآن بطول 2.4 متر. تتراوح الفترة بين الموجات من 3 إلى 4 ثوان للموجات التي طولها 0.5 متر وحوالي 6 ثوان للموجات الأكبر من 2 متر.

## نفايات الطاقة الكهربائية
من أجل إنقاذ المدن الكبيرة من التلوث، قامت إدارة النفايات ووزارة الطاقة بالعمل على برنامج حكومي للحد من التلوث بأفضل طريقة ممكنة، وتحويل النفايات إلى طاقة.

## الغاز الحيوي
هناك نوعين من المصانع التي تعمل بالغاز الحيوي في بنغلاديش، ذات القبة العائمة وذات القبة الثابتة.

## وصلات خارجية
- Renewable Energy Policy of Bangladesh
- Renewable Energy Policy. 2002 Draft
- Renewable Energy Policy. 2008 Final Version